# نوبل (دهانه)

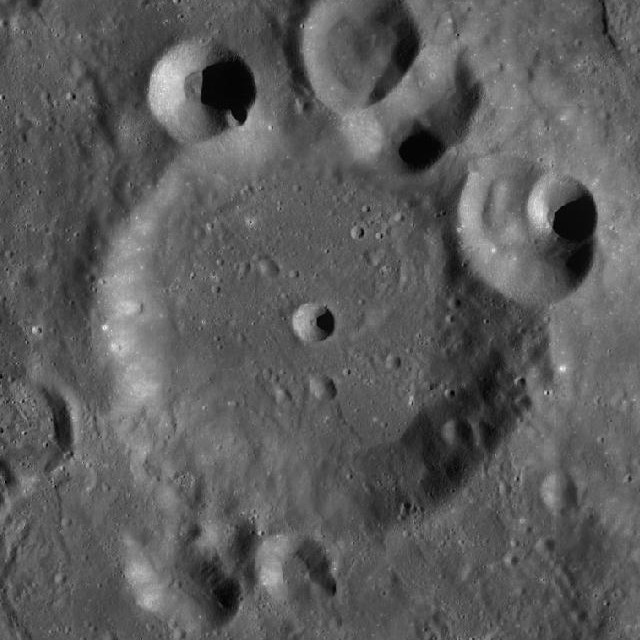

نوبل یک دهانه برخوردی در ماه‌ است.

## دهانه‌های اقماری
این دهانه ۳ دهانه اقماری دارد.
| Nobel | عرض جغرافیایی | طول جغرافیایی | قطر          |
| ----- | ------------- | ------------- | ------------ |
| K     | ۱۳.۱° N       | ۱۰۰.۲° W      | ۲۰.۰ کیلومتر |
| B     | ۱۷.۳° N       | ۹۹.۵° W       | ۲۴.۰ کیلومتر |
| L     | ۱۲.۵° N       | ۱۰۰.۹° W      | ۳۸.۰ کیلومتر |